# WXTV-DT
WXTV-DT (também conhecida como Univision 41 Nueva York) é uma emissora de televisão estadunidense licenciada para Paterson, em Nova Jersey, porém sediada em Teaneck, servindo o mercado da cidade de Nova York, no estado homônimo. Opera no canal 41 (26 UHF digital), e é uma emissora própria da Univision. Pertence a Univision Local Media, subsdiária da Univision Communications, que também é proprietária das emissoras irmãs WFUT-DT (canal 68), emissora da UniMás licenciada para Newark, e da afiliada da True Crime Network, WFTY-DT (canal 67). As três emissoras compartilham estúdios na Frank W. Burr Boulevard, em Teaneck, e a WXTV-DT e WFUT-DT compartilham equipamentos de transmissão localizados no topo do Empire State Building, em Midtown Manhattan.

## História
A WXTV entrou no ar pela primeira vez no ar em 4 de agosto de 1968, inicialmente operando como uma emissora independente, transmitindo programas em inglês e espanhol, sendo fundada pela Spanish International Television Corp.
Em 1970, a emissora passou a transmitir uma programação inteiramente em língua espanhola, se afiliando à Spanish International Network (SIN).
Em 1986, a WXTV, assim como outras emissoras próprias da SIN, foram vendidas pelos antigos donos para a empresa Hallmark Cards (63.5% das ações), a firma de propriedade privada First Chicago Venture Capital (21.5% das ações) e vários outros investidores privados (15% das ações) por US$ 600 milhões, formando uma nova parceria com a Televisa para a distribuição de programas, e relançaram a rede como Univision em 1987.
Em abril de 1999, a Cablevision, operadora de TV a cabo do mercado de Nova York, teve de pagar uma multa como punição por não cumprir a lei do cabo de 1992, que dá às emissoras locais o direito a distribuição obrigatória de seus sinais nos sistemas a cabo, além do direito de ter o número do canal igual ao atribuído para a TV aberta pela FCC também no sistema a cabo, o que não estava sendo cumprido pela Cablevision desde 1992. A FCC decidiu ordenar que a operadora passasse a distribuir o sinal da emissora no canal 41 em 45 dias, afirmando que a Cablevision falhou em fornecer qualquer "justificativa técnica ou financeira para não distribuir o sinal [da WXTV] na posição de canal que havia sido escolhido".
Os ataques terroristas de 11 de setembro de 2001 no World Trade Center não afetaram o sinal da WXTV, já que o transmissor da emissora já era localizado no Empire State Building. A WXTV e a WCBS-TV (canal 2), que tinham um transmissor de backup totalmente alimentado no Empire State Building, eram as únicas grandes emissoras da cidade de Nova York que não saíram do ar na TV aberta. Por um tempo, até que as outras emissoras de linguagem inglesa pudessem restabelecer bases de transmissão de emergência no Empire ou na Armstrong Tower, os âncoras da WXTV passaram a apresentar os telejornais em ambos os idiomas, para os telespectadores que não tinham acesso pago às emissoras locais em inglês.

## Sinal digital
| PSIP | Canal digital | Resolução de vídeo | Programação                                  |
| ---- | ------------- | ------------------ | -------------------------------------------- |
| 41.1 | 26 UHF        | 720p               | Programação principal da WXTV-DT / Univision |
| 41.2 | 26 UHF        | 480i               | Bounce TV                                    |

A emissora passou a operar em sinal digital por meio do canal 40 UHF em dezembro de 2003. Em 2017, após vender o espectro do canal no leilão de incentivo da FCC, mudou para o canal 30 UHF, e passou a compartilhar o canal com sua emissora irmã, WFUT-DT. Em 2019, mudou para o canal 26 UHF.

### Transição para o sinal digital
Com base no decreto federal de transição das emissoras de TV estadunidenses do sinal analógico para o digital, a WXTV-DT descontinuou a programação regular em seu sinal analógico no canal 41 UHF às 12h30 em 12 de junho de 2009.

## Programas
Além de exibir a programação nacional da Univision, a WXTV-DT produz e exibe os seguintes programas locais:
- Edición Digital Nueva York: Telejornal, com Elián Zidán e Karol Scott;
- Noticias Univision 41 A Las Seis: Telejornal, com Adriana Vargas-Sino e Esperanza Ceballos;
- Noticias Univision 41 Al Despertar: Telejornal, com Patricia Fuenmayor;
- Noticias Univision 41 Fin de Semana: Telejornal, com Víctor Javier Solano;
- Noticias Univision 41 Solo A Las Once: Telejornal, com Yisel Tejeda e Esperanza Ceballos;

Outros programas compuseram a grade da emissora, e foram descontinuados:
- Acción Deportiva 41
- Buenos Días Mediodía[10]
- Despierta Nueva York
- El Reporter 41
- El Show del Mediodía[11]
- Mundo Latino
- Nueva York Ahora
- Punto y Aparte
- Sábado Al Mediodía

## Equipe

### Membros atuais

#### Apresentadores
- Adriana Vargas-Sino
- Elián Zidán
- Esperanza Ceballos
- Karol Scott
- Patricia Fuenmayor
- Víctor Javier Solano
- Yisel Tejeda[12]

#### Meteorologistas
- Liliana Ayende
- Rafael Bello
- Stephanie Vies[12]

#### Repórteres
- Alex Roland
- Berenice Gartner
- Gary Merson
- Javier Castro
- Jose Pagliery
- Liliana Bernal
- Mariela Salgado
- Rolman Vergara
- Romy Cabral-Mota[12]

### Membros antigos
- Ana Ledo (hoje na WNJU)[13]
- Antonio Martinez[14]
- Carina Garcia
- Carolina Jaramillo
- Claudia Ospina (hoje no NY1 Noticias)[15]
- Daisy Fuentes[16]
- Denisse Oller[17]
- Enrique Teutelo[18]
- Ericka Pino (hoje na WGBO-DT em Chicago, Illinois)[19]
- Felipe Arias (hoje na RCN Televisión)[20]
- Jorge Viera[21]
- Jose Roig[22]
- Julio Cabral
- Julie Ferrer
- Katiria Soto (hoje na WAPA-TV em San Juan, Porto Rico)[23]
- Luis Gómez †[24]
- Luis Velasco
- Marcelo Urquidi
- Maria Celeste Arraras[25][26]
- Mariana Sanchez
- Merijoel Durán
- Miriam Ayala[27]
- Nilda Rosario (hoje na WSKQ-FM)
- Pablo Padula
- Pedro Luis García
- Rafael Pineda
- Roberto Martinez
- Roberto Lacayo
- Ricardo Currás (hoje na WLII-DT em Guaynabo, Porto Rico)
- Ricardo Villarini
- Salvador Cruz
- Sandra O'Neill (hoje na KVEA em Los Angeles, Califórnia)
- Sol Sostre
- Shirley Ponce